# Rosa Regàs

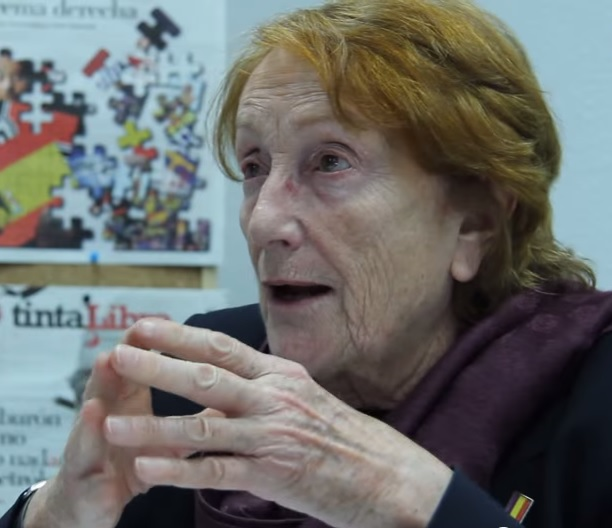
Rosa Regàs (2014)

Rosa Regàs i Pagés (* 11. November 1933 in Barcelona; † 17. Juli 2024 in Llofriu) war eine katalanische Schriftstellerin, die in spanischer Sprache schrieb.
Rosa Regàs arbeitete sowohl als Herausgeberin als auch als Übersetzerin für die Vereinten Nationen. Weiter gründete sie den Verlag La Gaya Ciencia und die Zeitschriften Arquitectura Vis und Cuadernos de la Gaya Ciencia. Sie veröffentlichte verschiedene Romane, Erzählungen, Berichte, Artikel und Reisebücher, wobei einige ihrer Werke mit Preisen ausgezeichnet wurden.
2004 wurde Regàs zur Direktorin der Spanischen Nationalbibliothek ernannt. Am 27. August 2007 erklärte sie ihren Rücktritt als Direktorin der Spanischen Nationalbibliothek und begründete diesen mit dem Vertrauensverlust gegenüber dem seinerzeitigen spanischen Kulturminister César Antonio Molina.

## Biographie

### Politischer Hintergrund
Die „Verlierer“ des Bürgerkrieges, die auf Seiten der Republik gekämpft haben, verließen das von Franco regierte Land, mitten unter ihnen die Familie Regàs. Sie floh ins benachbarte Frankreich. Dort besuchte Rosa Regàs eine vom naturalistischen Weltbild geprägte Schule. Mit Beendigung des Bürgerkrieges kehrte die Familie jedoch wieder nach Spanien zurück. Von nun an besuchte Rosa ein Kloster. Dort begann sie spanische Autoren sowie russische und französische Klassiker des 19. Jahrhunderts zu lesen.

### Studienzeit
Nach dem Abitur heiratete sie und zog ihre ersten zwei Söhne groß; sie studierte an der Universität von Barcelona  und graduierte erfolgreich in Philosophie. Während ihrer Studienzeit lernte sie spanische Dichter, wie José Agustín Goytisolo, Jaime Gil de Biedma, Gabriel Ferraté, kennen. Ihre literarischen Fähigkeiten erlangte sie beim Verlag Seix Barral von Carlos Barral, bei dem sie von 1964 bis 1970 arbeitete. In der Zwischenzeit zog sie drei weitere Söhne groß.

### Der eigene Verlag (1970–1983)
1970 verließ Rosa Regàs Seix Barral und gründete ihren eigenen Verlag: La Gaya Ciencia. Den Namen wählte sie in Anlehnung an Nietzsche und in Erinnerung an ihre Studienzeit im Fach Philosophie. Innerhalb der folgenden Jahre verlegte sie eher unbekannte Autoren, aber auch Juan Benet, Álvaro Pombo, María Zambrano, Manuel Vázquez Montalbán, Javier Marías sowie Lyrik und eine Reihe von Literatur für Kinder. Weiter leitete sie zwei Zeitschriften: Cuadernos de la Gaya Ciencia und Arquitectura Vis.
1983 beschloss sie ihren Verlag zu verkaufen, um am Ende desselben Jahres als Übersetzerin und zeitweilige Herausgeberin in verschiedenen Städten der Welt (Genf, New York, Washington, Nairobi und Paris) für Organisationen der Vereinten Nationen zu arbeiten.

### Beginn von Schriftstellerei und Öffentlichkeitsarbeit
1991 erschien ihr erster Roman Memoria de Almator, der vom Kampf des landwirtschaftlichen Gewerbes erzählt. Eine Frau, die ständig von ihren männlichen Bezugspersonen beschützt wird, begeht Selbstmord.
An ihrem fünfzigsten Geburtstag bekam sie für den Roman Azul den Premio Nadal verliehen. In der darauffolgenden Zeit veröffentlichte Regàs Artikel in El País und verschiedenen Reisezeitschriften. Ihre wöchentliche Kolumne in El Correo de Bilbao wurde auch in den Zeitschriften des Grupo publiziert. 1994 wurde Rosa Regàs zur Direktorin des Ateneo de la casa de América in Madrid.
Zu Beginn des Jahres 2003 reiste sie mit Pedro Molina Temboury nach Zentralamerika. Innerhalb kürzester Zeit erschien ein Buch über die Erlebnisse ihrer Reisen.
In all den Jahren bereiste Regàs Nord- und Südamerika, Afrika von Osten nach Westen, viele Länder Europas inklusive des Nordpols und einen großen Teil Asiens. Neben Ginebra schrieb sie Viaje a la luz del Cham, welches von den Erfahrungen ihres Aufenthaltes (April, Mai und Juni 1993) in Syrien berichtet.
Der folgende Roman war Luna Lunera, die Geschichte von vier Kindern eines republikanischen Mannes und Enkel von Frankisten in der spanischen Nachkriegszeit. Für dieses Buch erhielt Regàs 1999 den Premio Ciutat de Barcelona. Weitere Bücher, wie Canciones de amor y de batalla y Otras canciones und Desde el marerschienen. 2001 gewann sie den Premio Planeta mit dem Roman La canción de Dorotea.
2004 wurde Rosa Regàs zur Direktorin der Nationalbibliothek ernannt.

## Die Schriftstellerin
Die Idee zum Roman Luna Lunera entstand sehr früh, doch es dauerte mehr als ein halbes Jahrhundert, bis Rosa Regàs tatsächlich Schriftstellerin werden sollte. Ihre Schwäche für Bücher und Zeitschriften erkannte sie schon in der Klosterschule, wo auch die ersten Schreibversuche begannen. Nach der Schule immatrikulierte sie sich für Philosophie und verschaffte sich so durch den Kontakt zu spanischen Poeten wie José Agustín Goytisolo oder Gabriel Ferrater den ersten konkreten Zugang zur internationalen Poesie. Bereits mit etwa 22 Jahren probierte sich Rosa Regàs selbst an einer Novelle. Der Misserfolg ließ sie daraufhin lange Jahre nicht schreiben. 1970 gründete sie dann aus ideologischer Überzeugung gegen die machtökonomischen Missstände des damals vorherrschenden Verlagswesens ihren eigenen Verlag, den sie zu Ehren der vergessenen Studien der Philosophie Friedrich Nietzsches La Gaya Ciencia (‚Die fröhliche Wissenschaft‘) nannte. Sie widmete sich der Veröffentlichung vornehmlich wenig bekannter Autoren wie Juan Benet oder María Zambrano sowie einer Kollektion für Kinder (Moby Dick). Mit fast 50 Jahren war der Drang nach einer eigenen Veröffentlichung in Rosa Regàs so groß, dass sie ihren Verlag verkaufte. Auf Anfrage eines Verlegers begann so erst 1987 ihre Schriftstellerkarriere mit einem Buch über ihren damaligen Wohnort Genf.

### Rosa Regàs über die Aufgabe der Schriftstellerin
Rosa Regàs wurde erst mit über 50 Jahren Schriftstellerin, doch hat sie eine ausgeprägte Einstellung zu diesem Beruf. Sie sagte folgendes zur Aufgabe der Schriftsteller: Ein Schriftsteller sei immer auf der Suche nach einem unentdeckten Paradies, das tief in ihm stecke. Vergessene Gefühle, Wünsche, Verlangen soll er wieder hervorholen und sie auf seine Weise den Menschen zugänglich machen. Diese absolut unabhängig kreierte Welt aus Autonomien und eigenen Persönlichkeiten verwandeln die Leser dann in ihren eigenen Roman. Selbstzufriedenheit. Mit der Gründung ihres eigenen Verlages, der Veröffentlichung unbekannter Autoren und der Öffnung des Zugangs der Literatur für Kinder stellte sich Rosa Regàs der Verantwortung für das Kulturgut Literatur.

## Werke
Romane
- Memoria de Almator, 1991
- Azul, 1994
- Luna Lunera, 1999
- La canción de Dorotea, 2001
- Diario de una abuela de verano, 2004
- Música de cámara, 2013

Reisebücher
- Ginebra, 1998
- Viaje a la luz del Cham, 1995
- España: una nueva mirada, 1997
- La cuina de l'ampurdanet, 1985

Kurzgeschichten/Erzählungen
- Pobre corazón, 1996
- Un alto en el camino. In: Relatos para un fin de milenio, 1998
- A la sombra de los cipreses. In: Cuentos solidarios, 1999
- Los funerales de la esperanza. In: Mujeres al alba, 1999
- La hija del penal. In: Orosia, 2002
- Lo que esconde la guerra. In: La paz y la palabra, 2003
- Hi havia una vegada, 2001 (Cuentos populares de Cataluña)
- Per un món millor, 2002
- El valor de la protesta. El compromiso con la vida, 2004

Artikel
- Canciones de amor y de batalla, 1995
- Una revolución personal, 1997
- Juan Benet. In: Retratos literarios, 1997
- Desde el mar, 1997
- Más canciones, 1998
- La creación, la fantasía y la vida, 1998
- Sangre de mi sangre: la aventura de los hijos, 1999

## Auszeichnungen
- 1994: Premio Nadal (Spanien) für ihr Werk Azul
- 2000: Premio Ciudad de Barcelona für das Werk Luna Lunera
- 2001: Premio Planeta für das Buch La canción de Dorotea
- 2005: 8. Premio Grandes Viajeros an Rosa Regàs und Pedro Molina Temboury für Volcanos dormidos[2]
- 2013: Premio Biblioteca Breve für Música de cámara